# Chapelle de Fontfeyne
La chapelle de Fontfeyne est une chapelle catholique située à dans la commune de Saint-Frion, en France.

## Localisation
L'église est située dans le département français de la Creuse, sur la commune de Saint-Frion.

## Historique
Construite au XIIe siècle, cette chapelle a connu des travaux de restauration aux XVe et XIXe siècles. Elle constitue le seul édifice restant d'un hôpital tenu durant plusieurs siècles par des religieuses issues du prieuré de Blessac. Elle fut bâtie proche d'une source dite miraculeuse.
Dédiée à la Nativité de la Vierge Marie, fête catholique célébrée le 8 septembre, cette chapelle fait l'objet chaque année d'un pèlerinage se déroulant le premier dimanche de septembre.
Depuis 1985, l'association des « Amis de Fontfeyne » se charge de l'entretien de l'édifice.